# Cinéma Marraccini
Le Cinéma Marraccini est une ancienne salle de cinéma située dans le centre historique de Grosseto, en Toscane. Le bâtiment est abandonné depuis 2003 et attend des travaux de restauration.
L'ancien cinéma est situé le long du côté sud-ouest de la Via Mazzini, adossé à la passerelle des murs de Médicis devant l'arc qui permet la connexion avec la Piazza Dante.

## Histoire
Il a été construit entre 1925 et 1926 par l'entrepreneur Giovanni Marraccini sur le site du premier cinéma de Grosseto, le Cinema Splendor de Guido Lumachi, ouvert en 1907. Le bâtiment a été conçu par l'ingénieur Renato Della Rocca et inauguré le 11 octobre 1926,.
Le cinéma s'appelait initialement Cinema Savoia et a pris le nom du propriétaire à la fin de la Seconde Guerre mondiale. La salle est restée active tout au long du XXe siècle, jusqu'à la dernière projection en octobre 2003 ; depuis lors, la structure a été abandonnée.
Le 25 octobre 2022, après presque vingt ans d'abandon, la municipalité de Grosseto a acheté l'ancien cinéma, en vue d'une future restauration,.